# 哈勒兹呼·纳兰呼
哈勒兹呼·纳兰呼（羅馬化：Khalzkhüügiin Narankhüü，1955年10月15日—），蒙古族，籍贯不详，蒙古国政治人物、企业家。

## 生平
纳兰呼1978年毕业于乌克兰基辅大学，是国际经济学者。历任对外贸易部专员、部长会议顾问、贸易与工业部工业政策与外国投资局局长，蒙古国驻美国大使馆经济贸易顾问、“ЭC  ΜοНГοЛ”（蒙古细胞）有限责任公司经理。2000年起，担任工业和贸易部副部长，2000年10月任额尔登特有限责任公司经理。
2007年12月，纳兰呼被任命为蒙古国政府成员、工业和贸易部部长。

## 家庭
那仁呼已婚，有一子二女。